# لواء المزار الشمالي
لواء المزار الشمالي هو أحد الألوية التابعة لمحافظة إربد في الأردن. استحدث اللواء عام 1996 ويضم مجلس بلدي واحد و 9 مناطق تابعة له. مركز اللواء هي مدينة المزار الشمالي التي تبعد عن العاصمة عمان حوالي 80 كم شمالاً بمحاذاة جبال عجلون.
يضم اللواء بلدية المزار الجديدة بمناطقها التسعة وهي : المزار الشمالي، عنبه، دير يوسف،ارحابا، زوبيا، جحفيه، صمد والزعتره، حبكا، وحوفا.